# Kōyasan-Universität

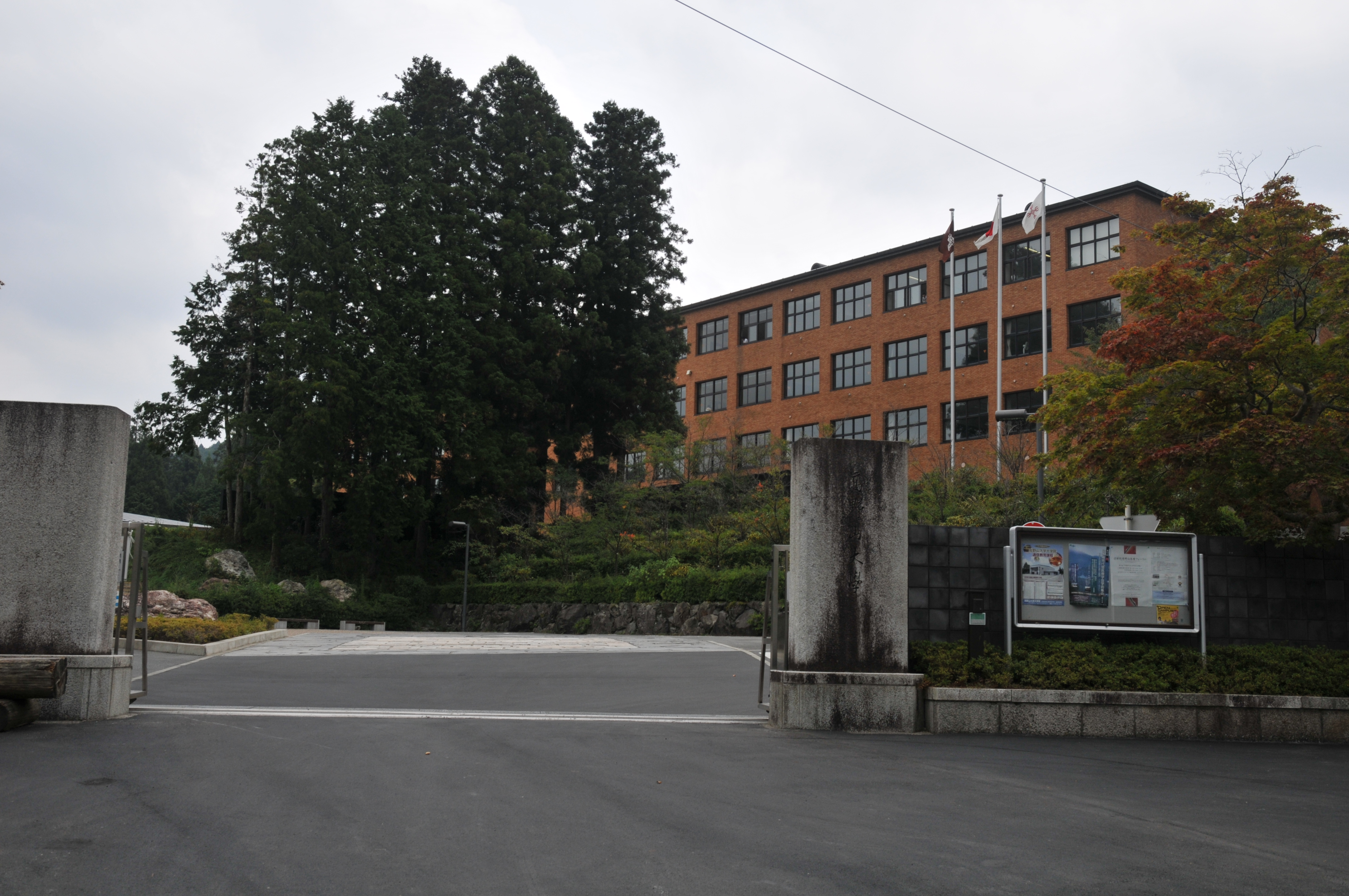
Haupttor

Die Kōyasan-Universität (jap. 高野山大学, Kōyasan daigaku) ist eine private buddhistische (Shingon-shū) Universität in Japan. Sie liegt in Kōya in der Präfektur Wakayama.

## Geschichte
Die Geschichte begann im Mai 1886, als die Sekte Kogi-ha (古義派) der Shingon-shū die Priesterschule Kogi Daigakurin (古義大学林) gründete (andere Shingon-Sekten gründeten auch ihre Priesterschulen, die später zur Taishō-Universität zusammengelegt wurden). Die Daigakurin benannte sich 1907 in Private Kōyasan-Hochschule der Shingon-Sekten-Vereinigung (私立真言宗連合高野山大学, Shiritsu Shingon-shū rengō Kōyasan daigaku) um. Im April 1926 wurde die Kōyasan-Universität gegründet. 1943 gründete sie das Kōyasan-Forschungsinstitut für Mikkyō (高野山密教研究所), das 1958 in Forschungsinstitut für Mikkyō-Kultur (密教文化研究所) umbenannt wurde. Im Februar 1949 wurde die Universität unter dem neuen japanischen Bildungssystem reorganisiert.
Der Träger der Universität, die Bildungskörperschaft Kōyasan-Gakuen (学校法人 高野山学園), trägt auch eine Oberschule und einen Kindergarten.

## Fakultäten
- Fakultät für Geisteswissenschaften
  - Abteilung für Mikkyō-Studien
Fachgebiete: Mikkyō-Studien, Geisteswissenschaften, und Spiritual Care.
- Fakultät für Erziehungswissenschaften